# 川野信男
川野 信男（かわの のぶお、1936年（昭和11年）4月17日 - ）は、日本の政治家。鹿児島県南さつま市長（1期）、同加世田市長（3期）を務めた。

## 来歴
鹿児島県南さつま市の旧加世田市地域出身。熊本大学法文学部卒業。1960年鹿児島県庁に入り、行政考査監（1982年）、企画部調整課長（1984年）、商工労働部工業振興課長（1986年）、商工政策課長（1987年）、総務部人事課長（1988年）、企画部次長（1990年）、総務部次長（1992年）を歴任。1993年に鹿児島県職員を退職。
1993年に加世田市長選挙に立候補して当選する。加世田市長は3期12年間務めた。2005年に加世田市は合併で南さつま市となり、合併直後の市長選挙に立候補して、旧笠沙町長を破って当選した。南さつま市長は1期4年間務めた。また、全国市長会理事も務めた。2011年に鹿児島県から県民表彰（地方自治部門）を受ける。